# Daïra de Honaïne
La daïra de Honaïne est une daïra d'Algérie située dans la wilaya de Tlemcen et dont le chef-lieu est la ville éponyme de Honaïne.

## Localisation
La daïra est située au nord de la wilaya de Tlemcen.

## Communes de la daïra
La daïra de Honaïne est composée de deux communes : Beni Khellad et Honaïne.